# Землетрясение на Мауи (2010)
Землетрясение магнитудой 4,8 произошло 24 ноября 2010 года в 04:34:11 (UTC) на гавайском острове Мауи (США), в 36,9 км к югу от Макена. Гипоцентр землетрясения располагался на глубине 12,9 км.
Подземные толчки ощущались в населённых пунктах: Хаику, Кула, Макавао, Хана, Кахулуи, Кихеи, Лахаина, Паиа, Ваилуку, Куалапуу, Каунакакаи, Мауна-Лоа, Гонолулу, Милилани, Каилуа, Канеохе, Кёртистаун, Ваимеа. Землетрясение ощущалось на островах: Мауи, Молокаи, Ланаи, Оаху.
В результате землетрясения сообщений о жертвах и разрушениях не поступало.

## Тектонические условия региона
Гавайские острова имеют вулканическое происхождение и являются свидетелями дрейфа Тихоокеанской плиты над горячей мантийной точкой (плюмом). Гавайская горячая точка является стационарной, мантийной горячей точкой (плюмом), сохраняющей свое положение практически в течение всего кайнозойского периода. Перемещение плиты над мантийным плюмом за последние 70 миллионов лет послужило причиной возникновения 6000-километровой Гавайско-Императорской цепи подводных гор.
Старейшим вулканом на острове Гавайи является вулкан Кохала, чей возраст превышает миллион лет. Самый молодой на острове Гавайи — вулкан Килауэа, чей возраст исчисляется значением от 300 000 до 600 000 лет. Подводный вулкан Лоихи, расположенный на склоне острова Гавайи, ещё моложе — его вершина пока не достигла океанической поверхности.
На глубинном уровне 1000 км Гавайский плюм простирается в юго-восточном направлении, что не согласуется с предсказанным тестом на чувствительность размыванием изображения цилиндрического плюма в Северо-Восток – Юго-Западном направлении. На глубине 1450 км интенсивная низкоскоростная аномалия разворачивается к северо-западу от Гавайских островов, несмотря на то, что разрешение значительно уменьшается. До глубины 1450 км результаты моделей PRI-S05 и PRI-P05 находятся в согласии между собой. На более глубоких уровнях (начиная с 1450 км) на модели PRI-S05 не наблюдается расщепление плюма на два изолированных канала, которые отчетливо видны на модели PRI-P05. Один канал прослеживается до глубины около 1900 км, где он исчезает на модели PRI-S05, в то время как на модели PRI-P05 этот канал достигнет границы ядро-мантия. По состоянию на ноябрь 2006 года проводились сейсмические наблюдения донными сейсмостанциями. Результаты этих сейсмографических экспериментов позволят сделать более определённые выводы по поводу устройства Гавайского плюма.